# Bengt Magnusson (Bjälboätten)
Bengt Magnusson, död 1236 eller 1237, var en svensk biskop, son till Magnus Minnesköld och Ingrid Ylva och bror till bl.a. Birger jarl.
Bengt Magnusson efterträdde sin bror (eller halvbror) Karl Magnusson, efter att denne stupat vid korståg i Baltikum, som biskop i Linköping mellan 1220 och 1236. Han tog initiativ till utbyggnaden av Linköpings domkyrka till en katedral vilket var Sveriges första gotiska byggnadsprojekt, och han invigde Mariakyrkan (nuvarande domkyrkan) i Visby 1225.
Linköpings domkapitel, Sverige äldsta domkapitel, grundades med påvens tillåtelse år 1232 under biskop Bengts tid.
Inte att förväxla med hans sonson Bengt Magnusson av bjälboättens lagmansgren.

## Barn
1. Magnus Bengtsson, 1247–1263 lagman i Östergötland, fogde på Kalmar slott, död 1263